# Redes de contacto y operaciones internacionales de Sendero Luminoso y el MRTA durante la época de terrorismo en el Perú

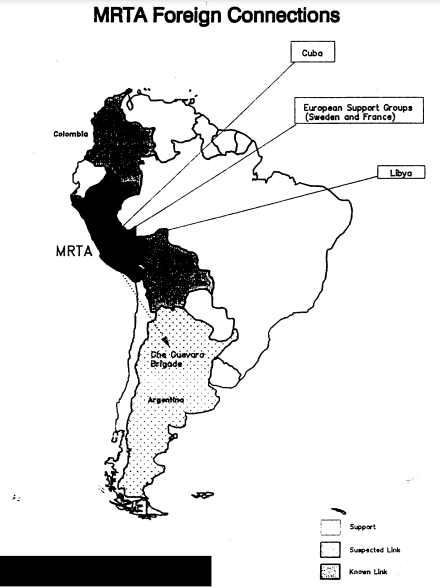
Mapa de conexiones extranjeras del MRTA de un informe de la CIA. Coloreado en negro: enlace conocido, resaltado en puntos: enlaces en sospecha y los recuadros en blanco: apoyo.

Durante la época de terrorismo en el Perú, tanto el Partido Comunista del Perú-Sendero Luminoso (PCP-SL) como el Movimiento Revolucionario Túpac Amaru (MRTA) organizaron y/o conformaron una red de contactos a nivel internacional, mediante la cual recibieron financiamiento o ejecutaron diversas acciones subversivas. Esta práctica estaba basada en el concepto del internacionalismo proletario.

## Sendero Luminoso

### Plan Múnich
En 1982, se dispuso la implementación del Plan Múnich, un plan senderista elaborado para realizar campañas de propaganda y proselitismo en Europa para canalizar apoyo hacia Sendero Luminoso. Este plan tuvo como punto de partida una reunión en París convocada por Maximiliano Durán Araujo, alias “El Doctor”, y presidida por Alberto Alberdi, alias “Ricardo”. En esta reunión, se acordó la conformación de organismos generados, llamados “organismos de masas”, similares a los presentes en Perú para que operaran en Francia y Alemania, además de la creación de “círculos de estudios y trabajo”.  Las áreas designadas para realizar las operaciones fueron París y Múnich. A partir de París, se pretendía extenderse hacia las ciudades francesas de Marsella, Lyon y Montpellier; mientras que a partir de Múnich se pretendía formar cédulas en las ciudades alemanas de Frankfurt y Berlín. Producto de la implementación del Plan Múnich se creó el Frente Artístico Intelectual Mariateguista (FAIM), el Comité de Familiares de Presos Políticos y los Comités de Derechos Humanos y de Solidaridad. En 1983, el alcance del Plan Múnich fue extendido para abarcar la participación dentro del Comité de Derechos Humanos de París, la elaboración de informes sobre las acciones senderistas en diversos idiomas y la realización de programas radiales en Radio Latina y Radio Francia Internacional, además de tomar contacto con diversos periodistas de Libération o de Le Monde diplomatique.

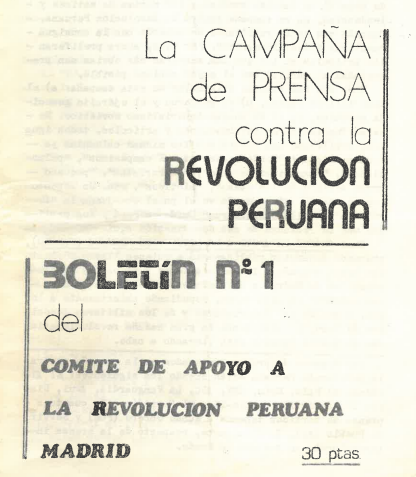
Boletín del Comité de Apoyo a la Revolución Peruana de Madrid, España.

### Comités de Apoyo a la Revolución Peruana
Sendero Luminoso contó con el apoyo de los Comités de Apoyo a la Revolución Peruana (CARP), formadas en diversas ciudades de América y Europa. Estos comités sirvieron de apoyo a Sendero Luminoso para la realización de diversos actos, entre ellos el asesinato del capitán de navío Juan Carlos Vega Llona en Bolivia, el ataque a las embajadas peruanas en Suecia, México y Gran Bretaña y amenazas de atentados a las embajadas peruanas en España, Italia, Suiza, Francia y Dinamarca.

### Actividades en países extranjeros

#### Actividades en Bolivia
Sendero Luminoso realizó diversas incursiones en Bolivia tanto para realizar robos como para ganar apoyo popular y reclutamiento de personas. En Bolivia operó un Comité de Apoyo a la Revolución Peruana (CARP-BOLIVIA) fundado en 1985, organización que tuvo contacto con el Partido Comunista de Bolivia-Marxista-Leninista (PCB-ML). Los senderistas bolivianos trataron de impulsar al PCB-ML hacia la implementación de la "guerra popular" en Bolivia.

#### Actividades en España
En España, la cédula senderista era liderado por Walter Malca Carbajal. Malca era el encargado del reclutamiento de estudiantes peruanos, españoles y marroquíes para las filas de Sendero Luminoso, además de atraer a migrantes ilegales bajo la promesa de ayuda legal para evitar su deportación a cambio de su apoyo a la organización subversiva.
En 1987, los senderistas suscribieron un acuerdo con el Partido Comunista de España para "establecer relaciones como fraternos partidos comunistas" y concretar el internacionalismo proletario como acto de apoyo mutuo.

## Movimiento Revolucionario Túpac Amaru

### Lazos con Cuba
En 1982, en La Habana, se realizó una reunión entre Luis Varese y Víctor Polay Campos (líder del MRTA) con Manuel Piñeiro (jefe del Departamento de América del Partido Comunista de Cuba (PCC)). Del encuentro, se formalizaron relaciones entre los emerretistas y Cuba. De esta forma, fueron enviados a Cuba dos emerretistas del Comité Central a estudiar en la Escuela de Cuadros del PCC, además de enviar a diversos emerretistas a las escuelas sindicales y campesinas cubanas. Tras el inicio público de las acciones subversivas del MRTA, los viajes se suspendieron porque "ellos eran muy cuidadosos para mantener sus relaciones oficiales con el Gobierno peruano". Sin embargo, según relató Polay Campos, "durante todo el conflicto interno, mantuvimos una relación política con los responsables del Departamento de América".

### Lazos en Centroamérica

Bandera del Frente Sandinista de Liberación Nacional (FSLN) de Nicaragua.

Centroamérica, durante los años 80, experimentó, tras la victoria del Frente Sandinista de Liberación Nacional (FSLN) en Nicaragua, una intensificación de acciones de diversos grupos subversivos de orientación marxista-leninista. De esta forma, el MRTA formaría lazos con algunos miembros del FSLN como Tomás Borge. En El Salvador, los emerretistas tendrían contacto con Joaquín Villalobos, líder del Ejército Revolucionario del Pueblo (uno de los grupos conformantes del Frente Farabundo Martí para la Liberación Nacional (FMLN)) y Salvador Sánchez Cerén (de las Fuerzas Populares de Liberación Farabundo Martí, otro grupo conformante del FMLN). Además, enviarían un destacamento de emerretistas a El Salvador. Con respecto a Guatemala, los emerretistas tendrían lazos con la Organización Revolucionaria del Pueblo en Armas, grupo miembro de la Unidad Revolucionaria Nacional Guatemalteca.

### Batallón América
Al igual que Sendero Luminoso, el MRTA disponía de una red de contactos internacionales, principalmente con las guerrillas marxista-leninistas latinoamericanas y sus grupos de apoyo civil. De estas relaciones surge el Batallón América, que reunía, además del MRTA, al Movimiento 19 de abril (M-19) y el Movimiento Armado Quintín Lame (MAQL) de Colombia y Alfaro Vive ¡Carajo! (AVC) de Ecuador. Diversos miembros del MRTA recibieron entrenamiento en Colombia por parte del Batallón América tales como Víctor Polay Campos.
El objetivo del Batallón América era ser un ejército latinoamericano compuesto por guerrilleros "del que posteriormente pudieran desprenderse columnas hacia distintos países, muy a la imagen y semejanza de los propósitos del Che Guevara en Bolivia en 1967".

#### Comunicado del 8 de octubre
El 8 de octubre de 1986, en el marco del 19 aniversario de la muerte del Che Guevara, el MRTA informó que se encontraba en Colombia integrando el Batallón América. Los escuadrones del MRTA en Colombia fueron las escuadras “Diego Cristóbal Túpac Amaru”, “Leoncio Prado” y “Juan Pablo Chang”.

#### Los atentados de octubre de 1986
Debido a la muerte de dos terroristas del MRTA en Colombia  (Alberto León Joya y Jefferson Salomón Amoretti) cuando participaban en acciones subversivas junto al M-19, el MRTA realizó en su homenaje 13 atentados con explosivos en Lima.

### Lazos en Ecuador
Los contactos con organizaciones ecuatorianas se realizó a través de la escritora Nela Martínez. El MRTA tuvo enlace con la facción del Partido Socialista Ecuatoriano de Manuel Agustín Aguirre, el escritor Jaime Galarza, miembros de Alfaro Vive ¡Carajo! y Montoneras Patria Libre.